# Sky City
El Sky City o J220 es un rascacielos cancelado de la ciudad de Changsha, Hunan, en el centro-sur de China. La constructora es la compañía china Broad Sustainable Building.
Si se hubiera construido de acuerdo a lo planeado y programado, el Sky City hubiera sido el edificio más alto del mundo en el momento de su finalización, con 202 plantas y una altura total de 838 m (superando al Burj Khalifa de Dubái por 10 metros). El plan de construcción tenía previsto que el rascacielos se arme (en un 95%) a partir del ensamblado de unidades prefabricadas y en un período de 210 días, lo que no tiene precedentes a nivel mundial.
El edificio propuesto tendría un espacio total de planta de 1.200.000 m². Un coste estimado de 1500 dólares por metro cuadrado de espacio de planta haría al Sky City considerablemente más barato que el Burj Khalifa (4500 dólares por metro cuadrado).

## Cronología
La fecha de inicio del proyecto se ha trasladado varias veces debido a las demoras en la aprobación del gobierno para iniciar la construcción. En octubre de 2012 el grupo anunció que había recibido la aprobación del gobierno local y que la construcción comenzaría en noviembre, pero anunció un nuevo tiempo de construcción de 210 días. Esto significó la finalización del proyecto en junio de 2013. El 16 de noviembre de 2012, Juliet Jiang, vicepresidente de Broad Group, dijo en una entrevista que la empresa se adhiere a su horario anterior de la construcción de cinco plantas al día y completar la construcción en un plazo de 90 días. Ella también dijo que el edificio todavía estaba esperando la aprobación del gobierno. Más tarde ese mes la compañía anunció, enero de 2013 para el inicio de la construcción.
Las representaciones arquitectónicas firmes se habían completado y el proyecto debía ser aprobado por el Gobierno central a principios de diciembre de 2012. La construcción fue programada para comenzar en algún momento de 2013 y todavía se llama planes para el calendario de 90 días para completar.
El 14 de mayo de 2013, Tree Hugger informó que el proyecto había recibido la aprobación del gobierno y fue creado para comenzar en junio de 2013. El 17 de dicho mes, el presidente de Broad Sustainable Building dijo que la construcción comenzaría en agosto de 2013, con los primeros cuatro meses pasados de prefabricación y de los próximos tres meses para que el lugar de instalación. La fecha prevista de finalización es marzo de 2014.
El 20 de julio, las imágenes de la ceremonia, a la que Zhang Yue llegó en helicóptero, junto con varios dignatarios, comenzaron a circular en sitios web chinos, y Skyscrapercity. Estas informaciones aportan evidencias que sugieren que China State Construction Engineering es la contratista principal, que la construcción se espera que finalice en abril, y que su inauguración estaba programada para abril, mayo o junio de 2014. El 25 de julio, se informó que la construcción fue detenida por las autoridades, porque el edificio no recibió permiso de construcción.
El 6 de agosto, el sitio web de CNN informó que la construcción se estaba desarrollando. El 14 de agosto, el diario China Daily EE. UU. informó que el ensamblado sobre el terreno en sí no comenzará hasta abril de 2014, de acuerdo con Wang Shuguang, director general de operaciones del Broad Group EE. UU. El 4 de septiembre de 2013, China.com.cn informó que el proyecto había comenzado la evaluación ambiental, la primera de una serie de etapas en la obtención de aprobación de la planificación oficial para el proyecto.

## Parada de las obras y posterior cancelación
En agosto de 2013, las protestas de las protectoras ambientales estallaron cuando se anunció que el proyecto se desarrollaría en el humedal Daze. Aquellos expresaron preocupación por el daño potencial causado a la flora y la fauna del lugar, en particular a las especies de aves en peligro de extinción.
El humedal Daze es el lugar donde la torre de 838 m fue originalmente planeada para ser construida. Este humedal aparece ahora como una de los 20 cuerpos de aguas que hay que proteger de forma permanente, por lo que se ha prohibido la construcción en la zona. 
A partir de julio de 2015, se informó de que los cimientos de la torre estaban siendo utilizados como un lugar de pesca.